# Parapteroceras quisumbingii
Parapteroceras quisumbingii är en orkidéart som först beskrevs av Louis Otho Otto Williams, och fick sitt nu gällande namn av Jeffrey James Wood. Parapteroceras quisumbingii ingår i släktet Parapteroceras och familjen orkidéer. Inga underarter finns listade i Catalogue of Life.